# Axel Krook
Axel Johan Erik Krook, född 9 augusti 1831 i Sölvesborg, Blekinge län, död 26 april 1893 i Göteborgs domkyrkoförsamling, Göteborgs och Bohus län, var en svensk publicist, författare och översättare.

## Biografi
Krooks föräldrar var handelsman Anders Georg Krook och hans hustru Fredrika Sager. Krook blev 1850 student vid Lunds universitet, ämnade utbilda sig till läkare och tog även en med. fil. examen, men han distraherades av skönlitterära och politiska frågor, och han avbröt på grund av bristande medel sina studier för att 1854 bli medarbetare i ett par radikala huvudstadsblad (Allmänna tidningen och Folkets Röst) samt prövade även sina krafter som sagoförfattare i H. C. Andersens stil (Skogsflickans sagor, 1854, Elfdrottningens sagor, 1856) och som vådevillförfattare (Blekingsflickan, Tiggarflickan eller En julafton i Blekinge, med flera). 
1855 fick han anställning hos Telegrafverket och kom 1859 till Göteborg, där han sedan var bosatt till sin död; vid sidan av sin telegraftjänst började han skriva i pressen, särskilt i Göteborgsposten, där han 1860 anställdes som fast medarbetare, då han lämnade telegrafverkets tjänst. Krook, som 1860-1873 författade en stor del av tidningens ledande artiklar, hyllade till en början den skandinaviskt liberala uppfattning, som även tog sig uttryck i August Sohlmans Aftonblad, och var bland annat anhängare av den norska ståndpunkten i ståthållarfrågan samt motståndare till De Geers försiktiga politik i den danska frågan 1863-1864; senare drogs tidningen allt mera mot en konservativ ståndpunkt, särskilt sedan den 1873 fått en ny politisk redaktör, då Krook mera ägnade sig åt de litterära och finansiella artiklarna samt åt utrikesavdelningen. 
Förutom att han skrev för Göteborgsposten så gav han även under åren 1880-1890 ut en egen protektionistisk halvveckotidning, Nya förposten. Dessutom var Krook verksam på en hel del andra områden, deltog 1866 i stiftandet av Göteborgs arbetarförening och var dess förste ordförande under tio år, grundade 1871 Göteborgs folkbank, vars direktör han var till 1882, medverkade säsongen 1874-1875 som estetisk direktör i ledningen av Göteborgs Stora teater och var en följd av år medlem av Göteborgs stadsfullmäktige. Dessutom författade han i Svenska familj-journalen och i kalendern Svea historiska bilder och dödsrunor, skrev enstaka dramatiska arbeten och noveller, varibland i anslutning till Viktor Rydberg den nyrationalistiska tendensnovellen "Tro och otro" (1864), samt även ett par biografier över Sokrates och Paulus under gemensamhetstiteln Fritänkare (1867); han var även en flitig översättare, bland annat av Fritz Reuters arbeten. Denna mångskiftande verksamhet hade ett visst drag av ytlighet och led även av andra brister, men säkert är, att den svenska pressen till dess haft få personer, som kunnat tävla med Krook i mångsidighet, vaket intresse eller arbetsiver.

### Översättningar (urval)
- Souvestre, Émile (1857). Filosofen på vindskammaren. Göteborg: D. F. Bonnier. Libris 8426470
- Mundt, Theodor (1859). Skildringar från Piemont och Rom 1859 / öfversättning [af J.Axel E.Krook] i sammandrag af "Skizzen aus Piemont und Rom". Jernvägs-bibliothek, 99-2959419-1 ; 1. Göteborg. Libris 2926331 Theodor Mundt
- Reuter, Fritz (1871). Under lås och bom : en politisk statsfånges lif på en kungl. preussisk fästning. Nya följetongen, 99-0948762-4 ; 1871:1[:1]. Stockholm. Libris 920601
- Reuter, Fritz (1871-1874). Smärre berättelser. 1-4. Stockholm: Bonnier. Libris 2218446
- Hugo, Victor (1874). 1793 : skildring ur Vendée-kriget. Stockholm: Alb. Bonnier. Libris 1582408
- Collins, Wilkie (1875). Nya berättelser. Stockholm: Bonnier. Libris 1981538